# Cantó de Tivier
El cantó de Tivier és un cantó francès del departament de la Dordonya, situat al districte de Nontronh. Té 10 municipis i el cap és Tivier.

## Municipis
- Cornhac d'Eila
- Aiserac
- Lemzor
- Nantuelh
- Sent Joan de Còla
- Sent Martin de Fraissenjas
- Sent Peir de Còla
- Sent Róman e Sent Clamenç
- Tivier
- Veunac

## Història
| Data d'elecció                           | Identitat             | Partit | Qualitat |
| ---------------------------------------- | --------------------- | ------ | -------- |
| 1988-2001                                | Jean-Louis Bouchillou | PS     |          |
| 2001-2008                                | Jean-Pierre Boucher   | UMP    |          |
| 2008-                                    | Colette Langlade      | PS     |          |
| les dades anteriors no són pas conegudes |                       |        |          |
|                                          |                       |        |          |

## Demografia
| 1962  | 1968  | 1975  | 1982  | 1990  | 1999  | 2006  |
| ----- | ----- | ----- | ----- | ----- | ----- | ----- |
| 8.181 | 8.087 | 8.240 | 7.997 | 7.783 | 7.348 | 7.404 |